# Két fogoly
Két fogoly (Deux prisonniers) est un film hongrois réalisé par István Székely sorti en 1938,

## Synopsis
A son retour d'un camp russe en Sibérie, Paul Javor découvre les infidélités de son épouse...

## Fiche technique
- Titre original : Két fogoly
- Autre titre : Two Prisoners
- Autre titre : Dva zarobljenika
- Réalisation : István Székely
- Scénario : Lajos Zilahy
- Musique : Ákom Lajos (hu)
- Directeur de la photographie : Karl Kurzmayer (de)
- Pays d'origine :  Hongrie
- Producteur : Ernö Gál, Hungaria Pictures, Magyar Film Iroda
- Son : mono
- Format : Noir et blanc
- Dates de sortie : 
  - Royaume de Hongrie (1920-1946) : 6 janvier 1938
  -  USA : 30 décembre 1938

## Distribution
- Gizi Bajor
- Pál Jávor
- Irén Ágay
- Gábor Rajnay
- Gyula Csortos
- Rózsa Ignácz
- Mária Keresztessy
- Marcsa Simon
- Margit Vágóné
- Elemér Baló
- István Berend
- Tivadar Bilicsi
- Ilona Esterházy
- László Földényi
- Anna Füzess
- Lajos Gárday
- Lajos Ihász
- Lajos Köpeczi Boócz
- József Kürthy
- Margit Ladomerszky
- Zoltán Makláry
- Béla Mihályffi
- György Nagy
- Miklós Pataki
- Sándor Pethes
- Rudolf Somogyvári
- Lajos Vértes
- Karola Zala
- Kálmán Zátony
- István Dózsa
- Ferenc Hoykó
- Gyözö Kabók
- Ibolya Orbán
- Ferenc Pataki
- Dezsõ Pártos
- Teri Radó
- Lajos Ujváry